# Tilica, Tezonapa
Tilica är en ort i Mexiko.   Den ligger i kommunen Tezonapa och delstaten Veracruz, i den sydöstra delen av landet, 260 km öster om huvudstaden Mexico City. Tilica ligger 86 meter över havet och antalet invånare är 558.
Terrängen runt Tilica är varierad. Tilica ligger nere i en dal. Runt Tilica är det ganska tätbefolkat, med 100 invånare per kvadratkilometer. Närmaste större samhälle är Cosolapa, 16,0 km öster om Tilica. I omgivningarna runt Tilica växer i huvudsak städsegrön lövskog.